# Marie-Laurence Jungfleisch
Marie-Laurence Jungfleisch (Parigi, 7 ottobre 1990) è un'altista tedesca.
I suoi primati della specialità sono 2,00 m, stabilito outdoor, e 1,97 m, stabilito indoor.

## Biografia
Marie-Laurence Jungfleisch nasce il 7 ottobre 1990 nella città di Parigi, da padre originario della Martinica e madre tedesca. All'età di tre anni la famiglia si trasferisce in Friburgo in Brisgovia.

## Palmarès
| Anno | Manifestazione   | Sede           | Evento        | Risultato | Prestazione | Note                                     |
| ---- | ---------------- | -------------- | ------------- | --------- | ----------- | ---------------------------------------- |
| 2009 | Europei juniores | Novi Sad       | Salto in alto | 6ª        | 1,80 m      |                                          |
| 2011 | Europei indoor   | Parigi         | Salto in alto | 15ª (q)   | 1,89 m      |                                          |
| 2011 | Europei under 23 | Ostrava        | Salto in alto | 8ª        | 1,87 m      |                                          |
| 2012 | Europei          | Helsinki       | Salto in alto | 13ª (q)   | 1,87 m      |                                          |
| 2013 | Mondiali         | Mosca          | Salto in alto | Finale    | nm          |                                          |
| 2014 | Mondiali indoor  | Sopot          | Salto in alto | 8ª        | 1,90 m      |                                          |
| 2014 | Europei          | Zurigo         | Salto in alto | 5ª        | 1,97 m      | Miglior prestazione personale            |
| 2015 | Mondiali         | Pechino        | Salto in alto | 6ª        | 1,99 m      | Miglior prestazione personale            |
| 2016 | Europei          | Amsterdam      | Salto in alto | 5ª        | 1,93 m      |                                          |
| 2016 | Giochi olimpici  | Rio de Janeiro | Salto in alto | 7ª        | 1,93 m      |                                          |
| 2017 | Europei indoor   | Belgrado       | Salto in alto | 16ª (q)   | 1,86 m      |                                          |
| 2017 | Mondiali         | Londra         | Salto in alto | 4ª        | 1,95 m      |                                          |
| 2018 | Europei          | Berlino        | Salto in alto | Bronzo    | 1,96 m      | Miglior prestazione personale stagionale |
| 2021 | Giochi olimpici  | Tokyo          | Salto in alto | 10ª       | 1,93 m      |                                          |
| 2022 | Mondiali         | Eugene         | Salto in alto | 21ª (q)   | 1,86 m      | Miglior prestazione personale stagionale |
| 2022 | Europei          | Monaco         | Salto in alto | 6ª        | 1,90 m      | Miglior prestazione personale stagionale |

## Altre competizioni internazionali
2011
- Campionati europei a squadre di atletica leggera ( Stoccolma)

2013
- Campionati europei a squadre di atletica leggera ( Gateshead)

2014
- Campionati europei a squadre di atletica leggera ( Braunschweig)

2017
- Campionati europei a squadre di atletica leggera ( Villeneuve-d'Ascq)